# Гамбург-Тондорф
Тондорф (нім. Tonndorf) — частина району Вандсбек вільного та ганзейського міста Гамбург. Це в основному житлова місцевість, з деякими комерційними приміщеннями по краях. Тондорф межує з Фармзен-Берне на півночі, Ральштедом на сході, Єнфельдом на півдні, та Вандсбеком на заході.